# Nova Germania-Esquerra Nacionalista Valenciana
Nova Germania-Esquerra Nacionalista Valenciana, conegut simplement per Nova Germania, va ser un partit valencianista i marxista fundat el 1935 per membres escindits de l'Agrupació Valencianista Republicana disconformes amb la formació del Partit Valencianista d'Esquerra. Es tractava d'un reduït grup de militants més que no un partit polític, i tenia l'aspiració d'integrar el marxisme i el valencianisme polític. Entre els seus militants hi havia Enric Bastit, provinent de l'AVR i president de l'Ateneu Mercantil, i Juli Guñau.
Va intentar, sense èxit, crear un Partit Socialista Unificat del País Valencià a l'estil del Partit Socialista Unificat de Catalunya. La identificació amb el Partit Comunista d'Espanya va fer que les seues joventuts s'integraren a les Joventuts Socialistes Unificades en juliol de 1937. Els pocs militants que quedaven s'integraren també al Partit Comunista per aquelles mateixes dates.